# Comércio de órgãos
O comércio de órgãos é a prática da troca de órgãos humanos (coração, fígado, rim, etc.) para o transplante de órgãos por dinheiro. Há uma escassez mundial de órgãos disponíveis para transplante, contudo o comércio de órgãos humanos é ilegal na maior parte do mundo, exceto em certos países como o Irão, onde o comércio de rins é legal. O problema do comércio ilegal ou tráfico de órgãos é generalizado, embora os dados sobre a escala exata do mercado de órgãos é difícil de obter. Deve-se ou não legalizar o comércio de órgãos, e a maneira adequada de combater o tráfico ilegal, é um assunto de muito debate.
Os traficantes de órgãos operam de várias maneiras: as vítimas podem ser sequestradas e forçadas a desistir de um órgão, algumas, por desespero financeiro, concordam em vender um órgão, ou são enganadas ao acreditar que precisam de uma operação cirúrgica e o órgão é removido sem o seu conhecimento; algumas vítimas podem ser assassinadas.

## Comércio legal de órgãos

### China
Na China, os órgãos são frequentemente adquiridos de prisioneiros executados. Nicholas Bequelin, pesquisador da Human Rights Watch, estima-se que 90% dos órgãos da China são de presos mortos. Apesar da legalidade do processo no país, há evidências de que o governo tentou minimizar o alcance de extração de órgãos através de acordos de confidencialidade e as leis, tais como as normas temporárias relativas à utilização de cadáveres ou de órgãos de cadáveres de prisioneiros executados. Mesmo com essa regulamentação frouxa, a China ainda sofreu uma escassez de órgãos para transplante.
O governo chinês, depois de receber escrutínio severo do resto do mundo, aprovou legislação terminando com a venda legal de órgãos. Nenhuma legislação atualmente proíbe a retirada de órgãos de presos falecidos que assinam acordos antes da execução. Recentemente, a China introduziu uma nova legislação, a fim de uniformizar o processo de coleta de órgãos. Esta legislação inclui normas que indicam que os hospitais podem realizar operações e qual seria a definição legal de morte cerebral. Pacientes estrangeiros transplantados não são mais aceitos. Desde que a China suspendeu a venda legal de órgãos, os preços globais são estimados por ter aumentado 40%.

### Índia
Antes da aprovação da Lei de Transplante de Órgãos Humanos, em 1994, a Índia tinha um mercado legal bem sucedido na negociação de órgãos. O baixo custo e disponibilidade trouxeram aos negócios ao redor do globo e transformaram a Índia em um dos maiores centros de transplante renal do mundo. Vários problemas começaram a surgir durante o período de comércio legal de órgãos na Índia. Em alguns casos, os pacientes não tinham conhecimento que um procedimento de transplante de rim ocorreu mesmo. Outros problemas incluíam promessa aos pacientes de uma quantia muito maior do que a que foi realmente paga. As questões éticas que cercam a doação de contribuição empurraram o governo indiano a aprovar uma legislação que proíbe a venda de órgãos. Apesar destes avanços, ainda existem falhas nas leis atuais que permitem que os doadores não relacionados para doarem órgãos aos que estiverem emocionalmente próximos do receptor. Em muitos casos, o doador não pode ser do mesmo país que o paciente, ou até mesmo falar a mesma língua.

### Irã
No Irã a prática de vender um dos rins para lucro é legal. O Irão atualmente não tem listas de espera para transplante renal. As vendas renais são legais e reguladas. A Associação de Caridade para o Apoio à Pacientes Renais (CASKP) e a Fundação de Caridade para Doenças Especiais (CFSD) controlam o comércio de órgãos, com o apoio do governo. As organizações combinam doadores aos destinatários, e criam testes para garantir compatibilidade. Os valores pagos ao doador no Irão variam, mas os valores médios são de $1200 para a doação de rim. Oportunidades de emprego também são oferecidas em alguns casos. Tem sido argumentado que o sistema iraniano é em alguns aspectos coercitivos, como mais de 70% dos doadores sendo considerados pobres pelos padrões iranianos. Há também evidências de resultados altamente negativos tanto na saúde e bem-estar emocional para os doadores iranianos.

### Filipinas
A venda de órgãos foi legal, nas Filipinas, até a proibição entrar em vigor em março de 2008. Antes disso, as Filipinas, era um destino popular para turistas de transplante. A Agência de Informações das Filipinas, um ramo do governo, promovia pacotes "com tudo incluído" de transplante de rim que eram vendidos por cerca de $25,000.  Desde a instauração da proibição da venda de órgãos, os transplantes caíram de 1.046 em 2007 para 511 em 2010.

## Comércio ilegal de órgãos
De acordo com a Organização Mundial de Saúde (OMS), o comércio ilegal de órgãos ocorre quando os órgãos são retirados do corpo com a finalidade de transações comerciais.  A OMS justifica estas ações, afirmando que "O pagamento... pelos órgãos provavelmente tira partido indevido dos grupos mais pobres e vulneráveis, mina a doação altruísta e leva à especulação e ao tráfico humano". Apesar destas ordenanças, estima-se que 5% de todos os órgãos envolvidos em transplante de órgão sejam comercializados em 2005. Pesquisas indicam que o comércio ilegal de órgãos está em ascensão, com um relatório recente da Global Financial Integrity estimando-se que o comércio ilegal de órgãos geram lucros entre  $600 milhões e $1.2 bilhão por ano, com uma extensão longa em muitos países, incluindo mas não limitado a: Paquistão, Índia, África do Sul, Filipinas, Israel, Colômbia, região dos Balcãs, Turquia, Europa Oriental, EUA, Reino Unido, Macedônia, Canadá.
A pobreza e as lacunas existentes na legislação contribuem para o comércio ilegal de órgãos. A pobreza é vista em todos os países com um grande mercado negro de órgãos. Isso, no entanto, não é o único fator que afeta os mercados ilegais de órgãos - alguns dos países mais pobres do mundo não se envolvem no comércio de órgãos. A legislação é outro fator que contribui para o comércio ilegal de órgãos, especialmente a legislação com lacunas. Por exemplo, a Lei dos Transplantes de Órgãos Humanos da Índia exige que um doador de órgãos deve ser um parente, cônjuge ou um indivíduo doador por razões de "afeto". Muitas vezes, as alegações de "afeto" são infundadas e os doadores de órgãos não tem conexão com o destinatário. As transações monetárias para os órgãos são ilegais na Índia no momento, mas não há leis sobre fundos doados ao cônjuge. A inclusão do cônjuge fornece uma brecha para o comércio ilegal; em alguns casos doadores de órgãos se casam com o receptor para evitar a pena legal